# 1er septembre 1969
Le lundi 1er septembre 1969 est le 244e jour de l'année 1969.

## Naissances
- Agnès Giard, journaliste française
- Alain Ruiz, auteur d'ouvrages pour la jeunesse
- Andrea Farkas, handballeuse hongroise
- Andrea Ferrigato, coureur cycliste italien
- Armando Araiza, acteur mexicain
- Art Supawatt Purdy, acteur américain
- Bruno Debrandt, acteur français
- Christophe Raymond, joueur de football français
- Darío Scotto, footballeur argentin
- El Arrebato, chanteur espagnol
- Enric Masip, handballeur espagnol
- Florence Descampe, golfeuse professionnelle belge
- Francesco Munzi, cinéaste italien
- Fred Bernard, auteur et illustrateur d'ouvrages pour les enfants
- Grzegorz Lewandowski, joueur de football polonais
- Henning Berg, joueur de football norvégien
- Jean-François Therrien, personnalité politique canadienne
- Milutin Sredojević, joueur de football serbe
- Osman Akyol, joueur de football turc

## Décès
- Auguste Liquois (né le 2 juillet 1902), dessinateur et scénariste de bandes dessinées
- Boris Gmyria (né le 5 août 1903), artiste lyrique, soliste d'opéra de Kiev
- Gabrielle Russier (née le 29 avril 1937), professeur de lettres
- Heinrich Hax (né le 24 janvier 1900), sportif et général allemand
- Max Weiler (né le 25 septembre 1900), footballeur suisse
- Michel Lippert (né le 24 avril 1897), SS-Standartenführer
- Theodor Eversmann (né le 21 avril 1901), personnalité politique allemande
- Gabrielle Russier (née le 29 avril 1937), enseignante

## Événements
- Déposition du roi Idris de Libye. Le capitaine Mouammar Kadhafi prend le pouvoir et proclame la République arabe libyenne.
  - Kadhafi modifie les termes des contrats passés avec les compagnies pétrolières. Il obtient une hausse des prix, impose un contrôle et une limitation de la production.
  - Création du Conseil de commandement de la révolution en Libye
- Création de aérodrome de Manihi
- Sortie de l'album Five Leaves Left de Nick Drake
- Création de flottille 35F de la marine française
- Création du Jornal Nacional sur la télévision brésilienne
- Publication du roman Le Loum de René-Victor Pilhes